# Pseudocorinna
Genre
Pseudocorinna est un genre d'araignées aranéomorphes de la famille des Corinnidae.

## Distribution
Les espèces de ce genre se rencontrent en Afrique de l'Ouest et en Afrique centrale.

## Liste des espèces
Selon World Spider Catalog (version 17.5, 13/10/2016) :
- Pseudocorinna alligator Jocqué & Bosselaers, 2011
- Pseudocorinna amicorum Jocqué & Bosselaers, 2011
- Pseudocorinna amphibia Jocqué & Bosselaers, 2011
- Pseudocorinna banco Jocqué & Bosselaers, 2011
- Pseudocorinna bilobata Jocqué & Bosselaers, 2011
- Pseudocorinna brianeno Jocqué & Bosselaers, 2011
- Pseudocorinna celisi Jocqué & Bosselaers, 2011
- Pseudocorinna christae Jocqué & Bosselaers, 2011
- Pseudocorinna cymarum Jocqué & Bosselaers, 2011
- Pseudocorinna doutreleponti Jocqué & Bosselaers, 2011
- Pseudocorinna eruca Jocqué & Bosselaers, 2011
- Pseudocorinna evertsi Jocqué & Bosselaers, 2011
- Pseudocorinna febe Jocqué & Bosselaers, 2011
- Pseudocorinna felix Jocqué & Bosselaers, 2011
- Pseudocorinna gevaertsi Jocqué & Bosselaers, 2011
- Pseudocorinna incisa Jocqué & Bosselaers, 2011
- Pseudocorinna juakalyi Jocqué & Bosselaers, 2011
- Pseudocorinna lanius Jocqué & Bosselaers, 2011
- Pseudocorinna lobelia Jocqué & Bosselaers, 2011
- Pseudocorinna natalis Jocqué & Bosselaers, 2011
- Pseudocorinna naufraga Jocqué & Bosselaers, 2011
- Pseudocorinna okupe Jocqué & Bosselaers, 2011
- Pseudocorinna orientalis Jocqué & Bosselaers, 2011
- Pseudocorinna perplexa Jocqué & Bosselaers, 2011
- Pseudocorinna personata Jocqué & Bosselaers, 2011
- Pseudocorinna rutila Simon, 1909
- Pseudocorinna septemaculeata Simon, 1909
- Pseudocorinna ubicki Jocqué & Bosselaers, 2011
- Pseudocorinna victoria Jocqué & Bosselaers, 2011

## Publication originale
- Simon, 1909 : « Arachnides recueillis par L. Fea sur la côte occidentale d'Afrique. 2e partie. » Annali del Museo Civico di Storia Naturale di Genova, vol. 44, p. 335-449 (texte intégral).